# ایرینا پوچالسکا
ایرینا پوچالسکا (انگلیسی: Irina Puchalska؛ زادهٔ ۱۸ ژوئن ۱۹۷۰) بازیکن والیبال اهل اوکراین است.